# Europäische Visionen
Europäische Visionen ist ein europäischer Kompilationsfilm mit Beiträgen aus allen 25 Mitgliedstaaten der Europäischen Union aus dem Jahr 2004 nach einer Idee von Lars von Trier.
Der deutsche Beitrag ist eine Verfilmung des Liedes Die alten, bösen Lieder (1840) von Heinrich Heine und Robert Schumann durch Fatih Akin. Österreich trug mit Mars einen Kurzfilm von Barbara Albert bei.

## Produktionsdetails
Die ausgewählten 25 Regisseure (in vielen Fällen die international renommiertesten ihres Landes) waren aufgerufen, das Thema „Europa“ in einem höchstens fünf Minuten dauernden Kurzfilm umzusetzen. Weitere Vorgaben gab es bis auf das Budget und das Drehformat 16:9 nicht.

## Filme
1. Jan Troell: The Yellow Tag, Schweden
2. Christoffer Boe: Europe Does Not Exist, Dänemark
3. Laila Pakalnina: It'll Be Fine, Lettland
4. Fatih Akin: Die bösen alten Lieder, Deutschland
5. Teresa Villaverde: Cold Wa(te)r, Portugal
6. Martin Šulík: The Miracle, Slowakei
7. Francesca Comencini: Anna Lives In Marghera, Italien
8. Sharunas Bartas: Children Loose Nothing, Litauen
9. Constantine Giannaris: Room For All, Griechenland
10. Béla Tarr: Prologue, Ungarn
11. Aisling Walsh: Invisible State, Irland
12. Małgorzata Szumowska: Crossroad, Polen
13. Tony Gatlif: Paris By Night, Frankreich
14. Theo Van Gogh: Euroquiz, Niederlande
15. Christos Georgiou: My Life on Tape, Zypern
16. Peter Greenaway: European Showerbath, Großbritannien
17. Arvo Iho: Euroflot, Estland
18. Barbara Albert: Mars, Österreich
19. Kenneth Scicluna: The Isle, Malta
20. Stijn Coninx: Self Portrait, Belgien
21. Andy Bausch: The Language School, Luxemburg
22. Damjan Kozole: Europa, Slowenien
23. Saša Gedeon: Unisono, Tschechische Republik
24. Aki Kaurismäki: Bico, Finnland
25. Miguel Hermoso: Our Kids, Spanien

## Kritiken
„Eine insgesamt höchst spannende und interessante Kompilation, auch wenn die einzelnen Ergebnisse künstlerisch und thematisch unterschiedlich ausfallen. Gut ein Drittel der Filme befasst sich mit Immigranten, also mit denen, die gar nicht erst in das neue Europa hinein dürfen, und sind entsprechend ernst, bemüht und wenig originell. Zu den überzeugendsten Beiträgen gehören die beiden einzigen Komödien: ‚The Miracle‘ und ‚Unisono‘.“

## Sonstiges
Die Kurzfilmsammlung erschien auch auf einer DVD.